# Wudalianchi-Vulkangruppe
Die Wudalianchi-Vulkangruppe (chinesisch 五大连池火山群, Pinyin Wudalianchi huoshan qun) ist die auf dem Gebiet der Stadt Wudalianchi in der chinesischen Provinz Heilongjiang im Wudalianchi-Nationalpark gelegene Gruppe von 14 Vulkanen aus alter und neuer Zeit. Die letzte Ausbrüche des Laohei Shan (老黑山) bzw. Heilong Shan (黑龙山) und Huoshao Shan (火烧山) fanden zwischen 1719 und 1721 statt.
Die Vulkane liegen im Xiaoguli He-Keluo-Wudalianchi-Vulkangebiet (小古里河—科洛—五大连池火山带) des Xing'an-Vulkangebiets (兴安火山带).
Die bekanntesten unter ihnen sind Heilong Shan (黑龙山), Huoshao Shan (火烧山), Dongjiaodebu Shan (东焦得布山) und Xijiaodebu Shan (西焦得布山).

## Die vierzehn Vulkane der Wudalianchi-Vulkangruppe
- Wei Shan 尾山
- Molabu Shan 莫拉布山
- Xilongmen Shan 西龙门山
- Donglongmen Shan 东龙门山
- Xiaohu Shan 小孤山
- Dongjiaodebu Shan 东焦得布山
- Xijiaodebu Shan 西焦得布山
- Yaoquan Shan 药泉山
- Wohu Shan 卧虎山
- Bijia Shan 笔架山
- Laohei Shan 老黑山
- Huoshao Shan 火烧山
- Nangela Shan 南格拉山
- Beigela Shan 北格拉山

Siehe auch: Liste chinesischer Vulkane